# Botryllus perspicuum
Botryllus perspicuum är en sjöpungsart som först beskrevs av William Abbott Herdman 1886.  Botryllus perspicuum ingår i släktet Botryllus och familjen Styelidae. Inga underarter finns listade.